# Fontana-on-Geneva Lake
Fontana-on-Geneva Lake – wieś w Stanach Zjednoczonych, w stanie Wisconsin, w hrabstwie Walworth.